# Adrien d'Écosse
Pour les articles homonymes, voir Saint Adrien.
Saint Adrien d'Écosse ou saint Adrien de May (mort vers 875) est un moine missionnaire, chassé d'Irlande par les invasions danoises. Il a peut-être été évêque de Saint Andrew, en Écosse. Il est appelé parfois Odhren et il est honoré comme martyr. Fête le 4 mars.
Il gagne l'Écosse et fonde un monastère sur l'île de May, à l'embouchure du Firth of Forth. C'est là qu'il est massacré, comme tous les habitants de l'île, lors d'un nouveau raid danois vers 875.

## Vénération
Son tombeau sur l'île de May devint un pèlerinage important.
Il est invoqué pour guérir les fractures de la jambe.